# Roy Adler
Roy Lee Adler (Newark, 22 de febrero de 1931-Chappaqua, 26 de julio de 2016) fue un matemático estadounidense.

## Biografía
Obtuvo su doctorado en 1961 en la Universidad de Yale bajo la supervisión de Shizuo Kakutani (Sobre algunos aspectos algebraicos de las transformaciones de preservación de medidas). Luego trabajó como matemático para IBM en el Centro de Investigación Thomas J. Watson.
Adler estudió sistemas dinámicos, teoría ergódica, dinámica simbólica y topológica y teoría de la codificación. El problema de la coloración de las carreteras que resolvió Avraham Trakhtman en 2007 provino de él, junto con L. W. Goodwyn y Benjamin Weiss.
Fue miembro de la Sociedad Matemática Estadounidense. Bruce Kitchens y otros escribieron un artículo sobre su trabajo y su impacto.

## Publicaciones
- Con Brian Marcus: Entropía topológica y equivalencia de sistemas dinámicos . Memorias de la Sociedad Matemática Estadounidense. 20 (1979), n.º 219.
- Con Benjamin Weiss: Similitud de automorfismos del toro, Memorias de la Sociedad Matemática Estadounidense (1970), n.º 98. [5]
- Dinámica simbólica y particiones de Markov, Boletín de la Sociedad Matemática Estadounidense. 35 (1998), nº 1, 1–57.
- Con L. Wayne Goodwyn y Benjamin Weiss: Equivalencia de cambios topológicos de Markov, Israel Journal of Mathematics . 27 (1977), 49–63.
- Con Alan Konheim y MH McAndrew: Entropía topológica, Transacciones de la Sociedad Matemática Estadounidense. 114 (1965), 309–319.
- Con Tomasz Downarowicz y Michał Misiurewicz: entropía topológica . Scholarpedia. 3 (2008), nº 2, 2200.
- Con Charles Tresser y Patrick A. Worfolk: Conjugación topológica de endomorfismos lineales del toro 2, Transacciones de la Sociedad Matemática Estadounidense. 349 (1997), 1633–1652.
- Con Benjamin Weiss: Entropía, una invariante métrica completa para automorfismos del toro, Actas de la Academia Nacional de Ciencias. 57 (1967), 1573-1576.